# Jimmy Glass
James "Jimmy" Glass (Hitchin, 25 juli 1973) is een voormalig profvoetballer. Doelman Glass werd vooral bekend vanwege het doelpunt dat hij in de laatste minuut van het seizoen 1998/1999 in de Third Division scoorde en daarmee zijn club Carlisle United behield voor die divisie en degradatie naar de National Conference tegen ging.

## Biografie
In het begin van zijn carrière speelde Glass voor veel verschillende clubs. Allereerst begon hij als reservedoelman van Crystal Palace. In 1998 speelde hij in eerste instantie voor Bournemouth AFC en bereikte hij de finale van de Auto Windscreens Shield welke met 2-1 verloren ging, mede door een eigen doelpunt van Glass. Dit was tevens de eerste keer dat een doelman een eigen goal scoorde op Wembley.
Later in 1998, tijdens de zomerstop werd  hij getransfereerd naar Swindon Town. Hij kreeg daar echter geen basisplaats en hij werd tegen het einde van het seizoen uitgeleend aan Carlisle United, alwaar hij de vertrokken lokale held Tony Craig diende te doen vergeten. In eerste instantie kreeg Glass volop kritiek en zakte de ploeg volgens de media en de supporters dankzij fouten van onder andere Glass naar de laatste plaats op de ranglijst in de Third Division. Degradatie naar de National Conference leek onafwendbaar. De uiteindelijke climax zoals die zich voordeed kon echter niemand voorspellen. Het werd een van de meest memorabele momenten in de geschiedenis van het Engelse voetbal. Carlisle United moest haar laatste wedstrijd van het seizoen thuis tegen Plymouth Argyle winnen om degradatie tegen te gaan. Directe concurrent Scarborough FC speelde op datzelfde moment tegen koploper Peterborough United en stond 1 punt voor op Carlisle. De wedstrijd aldaar eindigde in 1-1 en dus volstond een overwinning van Carlisle voor behoud in de Third Division. Carlisle kwam echter op achterstand, maar wist nog voor rust op gelijke hoogte te komen. In de tweede helft gebeurde er echter weinig en leek de wedstrijd ook op die 1-1 stand te eindigen. Na 90 minuten stond er nog altijd een stand van 1-1 op het scorebord en zou Carlisle degraderen. De scheidsrechter liet doorspelen en de minuten tikten voorbij. In de 95e minuut kreeg Carlisle een corner te nemen. Doelman Jimmy Glass sprintte naar voren en arriveerde net op tijd om bij de corner aanwezig te kunnen zijn. De corner werd door Scott Dobie op de handen van de keeper gekopt. De terugvallende bal kwam recht voor de voeten van Glass terecht. Hij schoot met zijn rechtervoet hard onder in de linkerhoek, met als resultaat een 2-1 stand voor Carlisle United en lijfsbehoud. In de vreugde bestormde een groot deel van de supporters in het uitverkochte stadion het veld. De scheidsrechter zocht de bal en zodra hij die gevonden had liep hij tergend langzaam door de feestende menigte naar de middenstip. Daar aangekomen floot hij voor het einde van de wedstrijd. 
Naar later bleek was dit de laatste wedstrijd die Glass voor Carlisle zou keepen. Het was tevens pas zijn derde wedstrijd in dienst van de club. Carlisle wilde hem ondanks dit doelpunt niet voor langere tijd contracteren en Glass speelde nadien voor verscheidene andere clubs, waaronder Oxford United. Daarna speelde hij nog voor enkele amateurverenigingen, alvorens zijn carrière te beëindigen. Later begon hij weer te voetballen, als spits in een zondagselftal in Bournemouth. Tevens schreef hij een autobiografie genaamd "One Hit Wonder".
De goal van Glass werd door het Engelse kanaal Channel 4 uitgekozen bij de 100 meest memorabele sportmomenten. Het doelpunt bezette de 72e positie in die lijst.